# Lima Locomotive Works

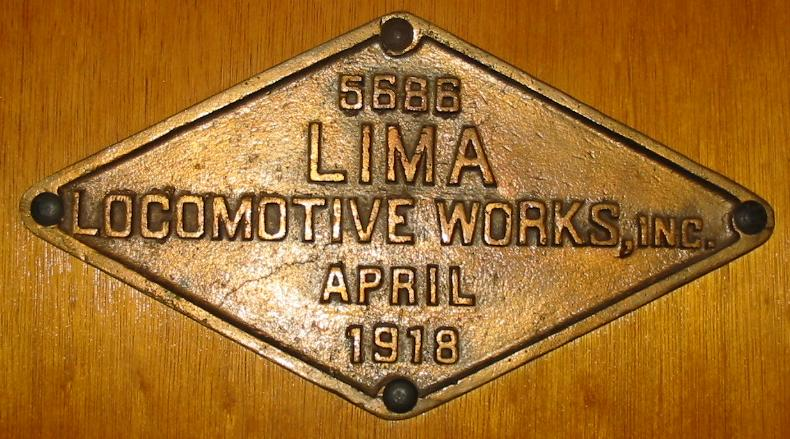
Placa de identificação da Lima Locomotive Works, exposta no Mid-Continent Railway Museum, Wisconsin

Lima Locomotive Works foi um fabricante americano de locomotivas. Fundada na cidade de Lima, Ohio, Lima foi, juntamente com a ALCO e a Baldwin Locomotive Works, uma das três grandes fabricantes de locomotivas da era a vapor da América do Norte.
A empresa tem origem em 1869, como Lima Machine Works, fabricante de maquinário agrícola. Em 1878, o empresário Ephraim Shay contratou a Lima Machine Works para fabricar uma locomotiva que ele havia desenhado estabelecendo o início de uma produção crescente de locomotivas a vapor ao longo dos anos seguintes.

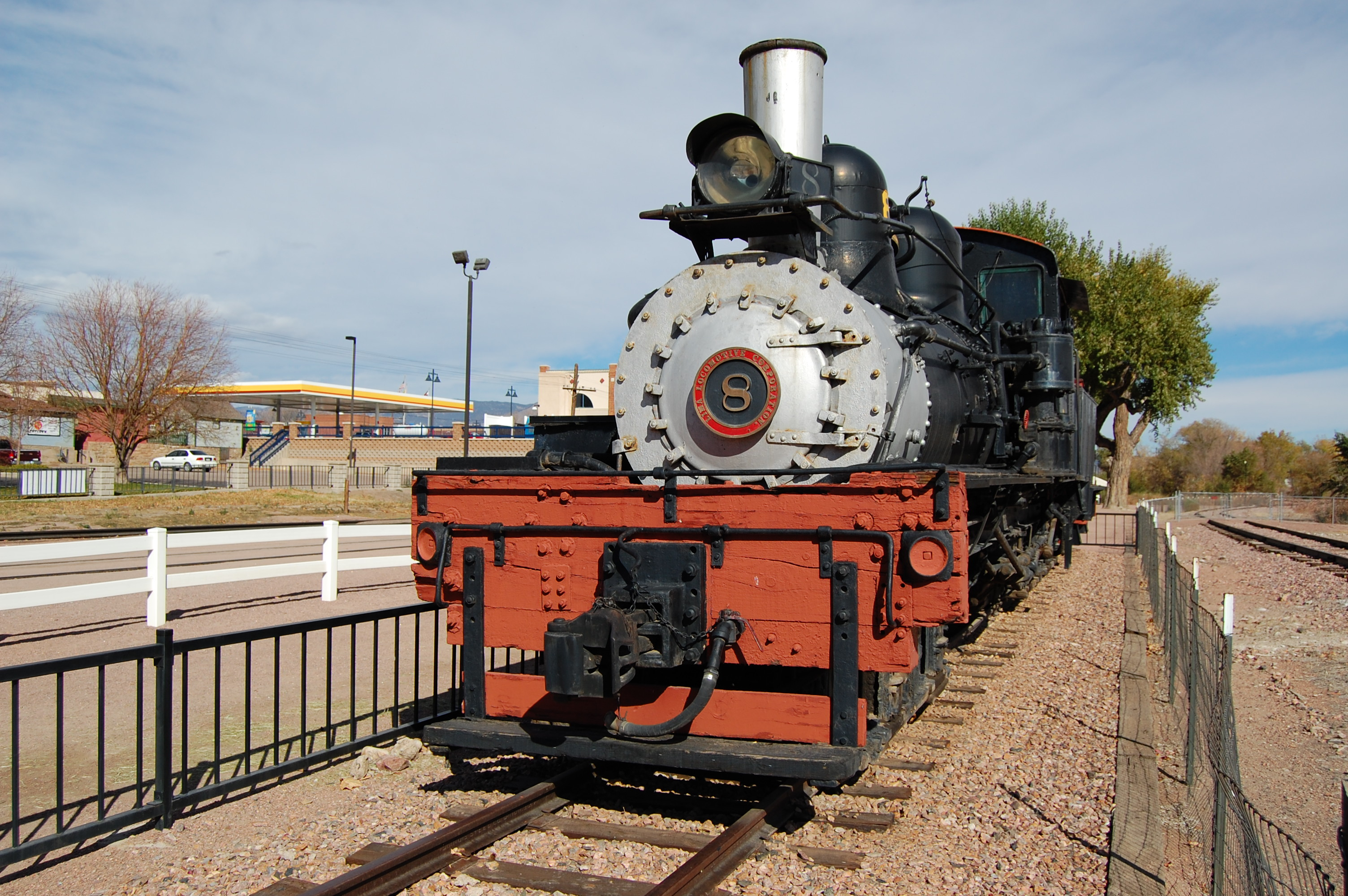
Locomotiva Shay de 1922.

Mesmo sendo a menor das três grandes fabricantes, Lima destacou-se no desenvolvimento de novas soluções de projeto que favorecessem o aumento de velocidade e melhor rendimento no consumo de combustível das locomotivas a vapor. O resultado deste esforço resultou no surgimento do primeiro modelo com o arranjo de rodas 2-8-4 , criado pelo engenheiro William E. Woodard. Denominada A-1, este modelo introduziu o conceito de locomotivas Super Power, que viria a influenciar substancialmente o projeto das futuras locomotivas a vapor.

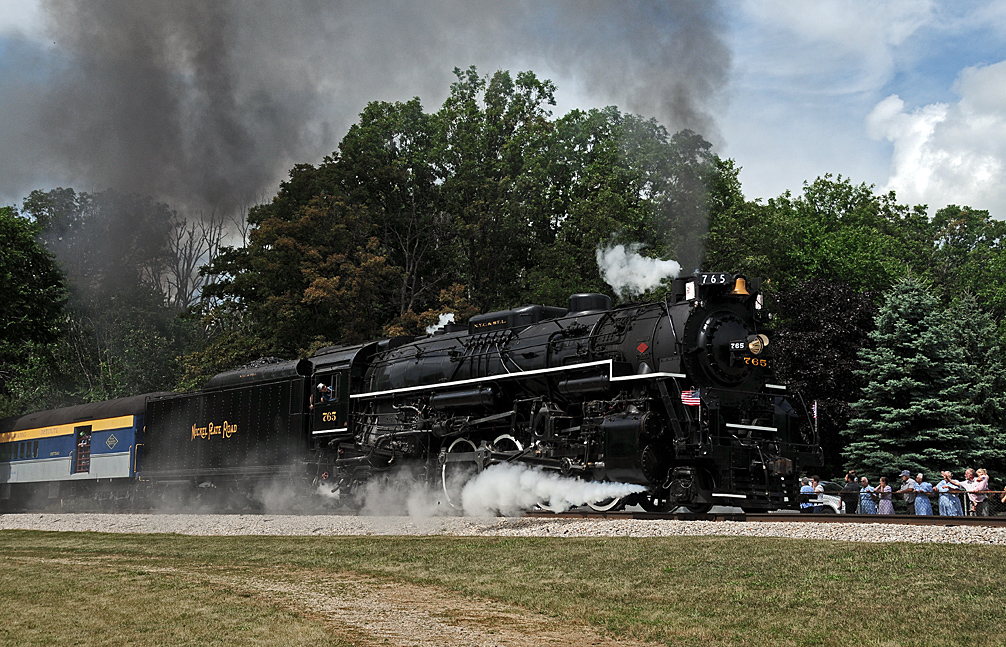
Locomotiva "Berkshire" 2-8-4.

Apesar do sucesso na era do vapor, Lima, assim como as suas grandes concorrentes não conseguiram manter o mesmo sucesso comercial na produção de locomotivas Diesel. Em 1947, associou-se a General Machinery Company, um fabricante de motores Diesel de Hamilton, passando a se chamar Lima-Hamilton; Em 1951, a empresa associou-se com a Baldwin, formando a Baldwin-Lima-Hamilton, o que não suficiente para impedir a suspensão da produção de locomotivas. A nova empresa continuou, fabricando guindastes, até ser comprada pela Clark, em 1971. Em 1981, a fábrica de Lima foi fechada encerrando a história da Lima Locomotive Works.